# (37448) 4218 P-L
4218 P-L (asteroide 37448) é um asteroide da cintura principal. Possui uma excentricidade de 0.24939040 e uma inclinação de 4.68214º.
Este asteroide foi descoberto no dia 24 de setembro de 1960 por Cornelis Johannes van Houten e Ingrid van Houten-Groeneveld e Tom Gehrels em Palomar.